# Città della Georgia

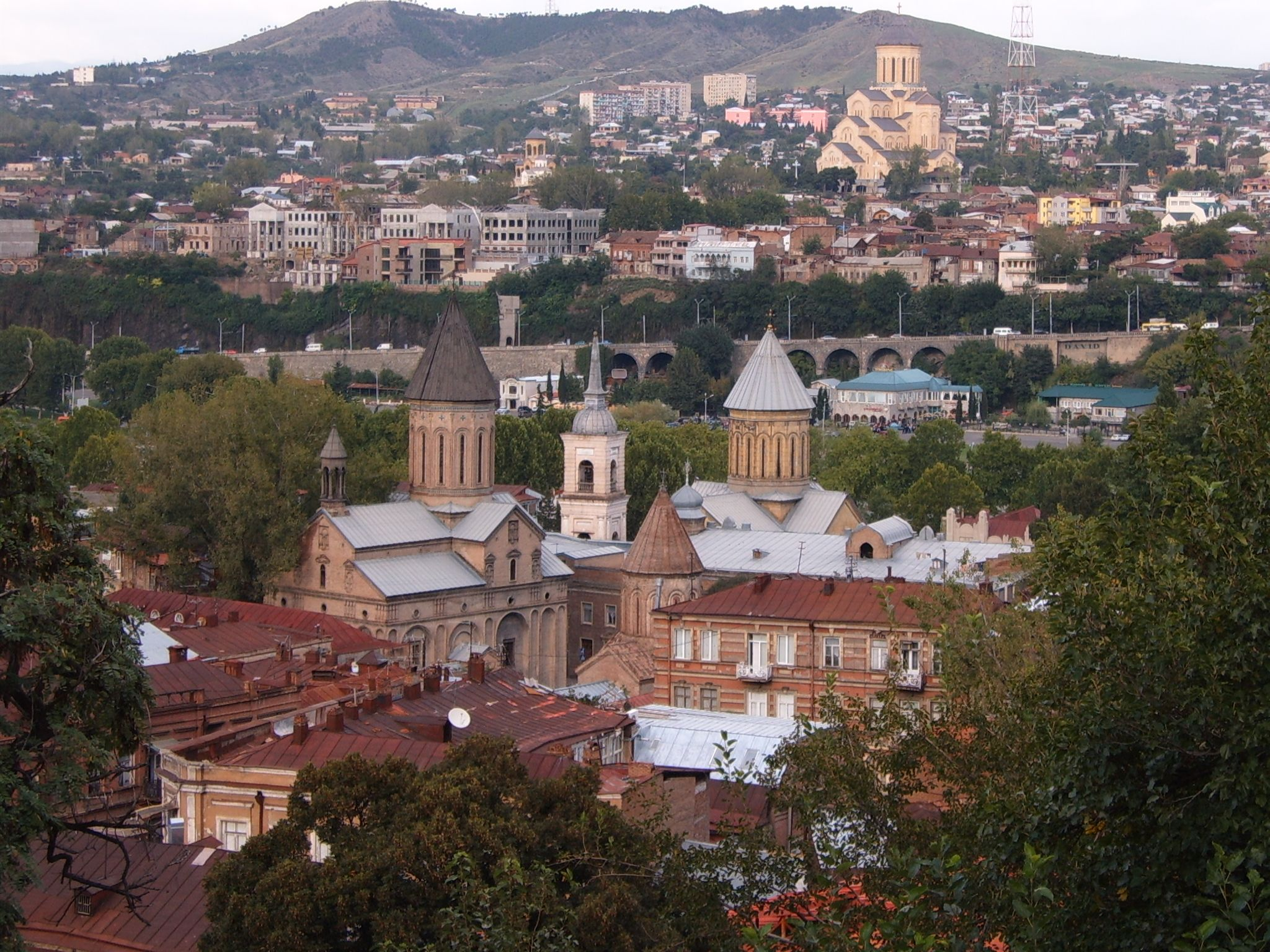
Centro di Tbilisi

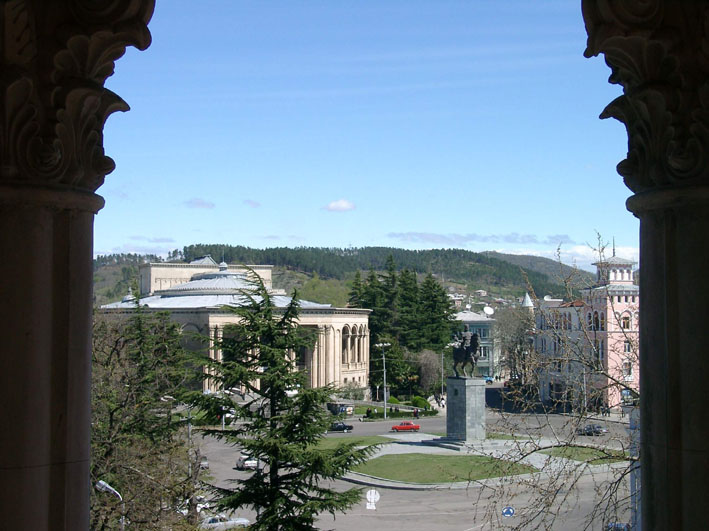
Piazza nel centro di Kutaisi

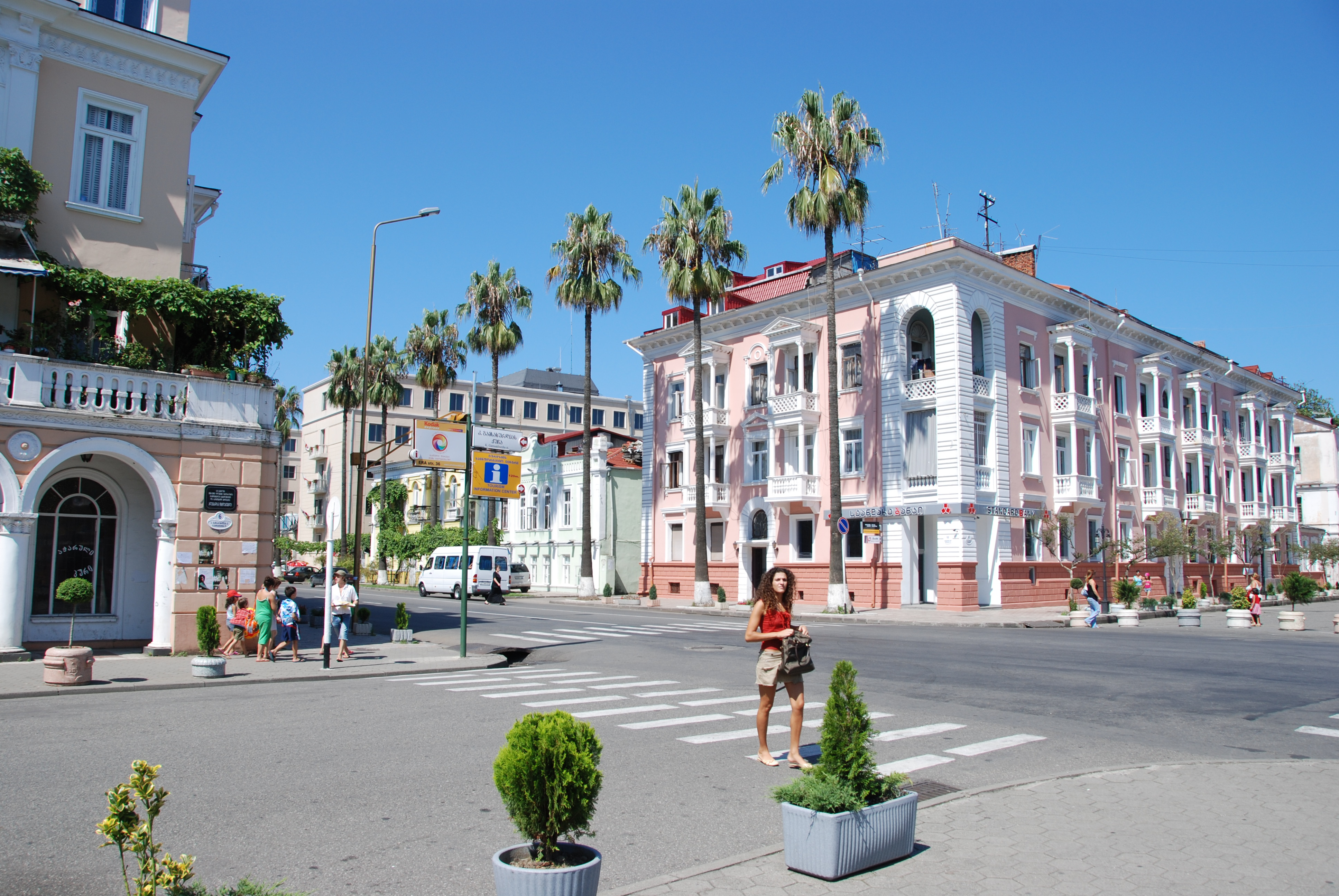
Strade di Batumi

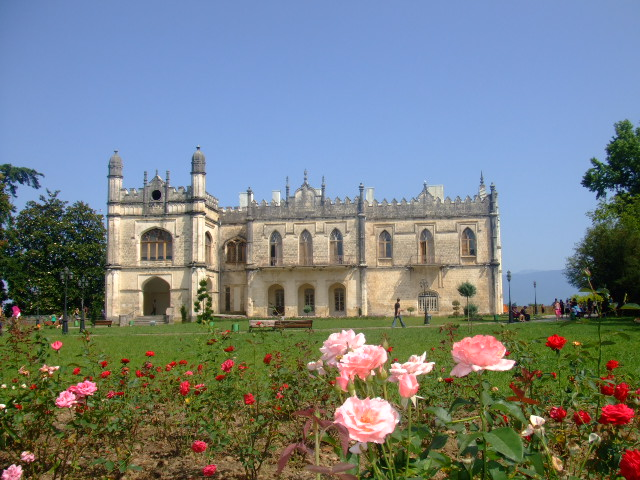
Palazzo di Dadiani in Zugdidi

Il seguente elenco di città della Georgia è diviso in tre elenchi per la stessa Georgia e per i territori contesi di Abcasia e Ossezia meridionale. Sebbene non riconosciute dalla maggior parte dei paesi, l'Abcazia e l'Ossezia del Sud sono stati parzialmente "de facto" indipendenti, rispettivamente dal 1992 e dal 1991 e occupati dalla Russia dal 2008 a seguito della seconda guerra in Ossezia del Sud.

## Città della Georgia
Di seguito è riportato un elenco di città e paesi (georgiano: ქალაქი, k'alak'i) in Georgia, secondo i dati del rilevamento del 2020 dell'ufficio nazionale di statistica della Georgia. L'elenco non include gli insediamenti di tipo urbano più piccoli classificati in Georgia come daba (დაბა). L'elenco non include inoltre città e paesi nei territori contesi di Abcazia e Ossezia meridionale.
|     | Città          | Nome georgiano | Popolazione c.1989 | Popolazione c.2002 | Popolazione c.2020 | Regione                          |
| --- | -------------- | -------------- | ------------------ | ------------------ | ------------------ | -------------------------------- |
| 1.  | Tbilisi        | თბილისი        | 1.243.200          | 1.073.300          | 1.184.282          | Tbilisi                          |
| 2.  | Batumi         | ბათუმი         | 136.900            | 121.800            | 204.156            | Agiaria                          |
| 3.  | Kutaisi        | ქუთაისი        | 232.500            | 186.000            | 147.635            | Imereti                          |
| 4.  | Rustavi        | რუსთავი        | 159.000            | 116.400            | 125.103            | Kvemo Kartli                     |
| 5.  | Gori           | გორი           | 67.800             | 49.500             | 48.143             | Shida Kartli                     |
| 6.  | Zugdidi        | ზუგდიდი        | 49.600             | 68.900             | 42.998             | Samegrelo-Zemo Svaneti           |
| 7.  | Poti           | ფოთი           | 50.600             | 47.100             | 41.465             | Samegrelo-Zemo Svaneti           |
| 8.  | Kobuleti       | ქობულეთი       | 20.600             | 18.600             | 27.546             | Agiaria                          |
| 9.  | Khashuri       | ხაშური         | 31.700             | 28.600             | 26.135             | Shida Kartli                     |
| 10. | Samtredia      | სამტრედია      | 34.300             | 29.800             | 25.318             | Imereti                          |
| 11. | Senak'i        | სენაკი         | 28.900             | 28.100             | 21.596             | Samegrelo-Zemo Svaneti           |
| 12. | Zestafoni      | ზესტაფონი      | 25.900             | 24.200             | 20.814             | Imereti                          |
| 13. | Marneuli       | მარნეული       | 27.100             | 20.100             | 20.211             | Kvemo Kartli                     |
| 14. | Telavi         | თელავი         | 27.800             | 21.800             | 19.629             | Kakheti                          |
| 15. | Akhaltsikhe    | ახალციხე       | 24.700             | 18.500             | 18.903             | Samtskhe-Javakheti               |
| 16. | Ozurgeti       | ოზურგეთი       | 23.300             | 18.700             | 14.785             | Guria                            |
| 17. | K'asp'i        | კასპი          | 17.100             | 15.200             | 13.423             | Shida Kartli                     |
| 18. | Ch'iatura      | ჭიათურა        | 28.900             | 13.800             | 12.803             | Imereti                          |
| 19. | Tsqaltubo      | წყალტუბო       | 17.400             | 16.800             | 11.281             | Imereti                          |
| 20. | Sagarejo       | საგარეჯო       | 14.400             | 12.600             | 10.871             | Kakheti                          |
| 21. | Gardabani      | გარდაბანი      | 17.000             | 11.900             | 10.753             | Kvemo Kartli                     |
| 22. | Borjomi        | ბორჯომი        | 17.800             | 14.400             | 10.546             | Samtskhe-Javakheti               |
| 23. | Tkibuli        | ტყიბული        | 22.000             | 14.500             | 9.770              | Imereti                          |
| 24. | Khoni          | ხონი           | 14.300             | 11.300             | 8.987              | Imereti                          |
| 25. | Bolnisi        | ბოლნისი        | 14.900             | 9.900              | 8.967              | Kvemo Kartli                     |
| 26. | Akhalkalaki    | ახალქალაქი     | 15.200             | 9.800              | 8.295              | Samtskhe-Javakheti               |
| 27. | Gurjaani       | გურჯაანი       | 12.600             | 10.000             | 8.024              | Kakheti                          |
| 28. | Mtskheta       | მცხეთა         | 8.900              | 7.700              | 7.940              | Mtskheta-Mtianeti                |
| 29. | Q'vareli       | ყვარელი        | 11.300             | 9.000              | 7.739              | Kakheti                          |
| 30. | Akhmeta        | ახმეტა         | 8.900              | 8.600              | 7.105              | Kakheti                          |
| 31. | Kareli         | ქარელი         | 8.300              | 7.200              | 6.654              | Shida Kartli                     |
| 32. | Lanchkhuti     | ლანჩხუთი       | 9.000              | 7.900              | 6.395              | Guria                            |
| 33. | Tsalenjikha    | წალენჯიხა      | 9.300              | 9.000              | 6.388              | Samegrelo-Zemo Svaneti           |
| 34. | Dusheti        | დუშეთი         | 8.500              | 7.300              | 6.167              | Mtskheta-Mtianeti                |
| 35. | Sachkhere      | საჩხერე        | 7.800              | 6.700              | 6.140              | Imereti                          |
| 36. | Dedoplistsqaro | დედოფლისწყარო  | 10.100             | 7.700              | 5.940              | Kakheti                          |
| 37. | Lagodekhi      | ლაგოდეხი       | 9.000              | 6.900              | 5.918              | Kakheti                          |
| 38. | Ninotsminda    | ნინოწმინდა     | 6.900              | 6.300              | 5.144              | Samtskhe-Javakheti               |
| 39. | Abasha         | აბაშა          | 7.200              | 6.400              | 4.941              | Samegrelo-Zemo Svaneti           |
| 40. | Tsnori         | წნორი          | 2.900              | 6.100              | 4.815              | Kakheti                          |
| 41. | Terjola        | თერჯოლა        | 6.300              | 5.500              | 4.644              | Imereti                          |
| 42. | Mart'vili      | მარტვილი       | 6.000              | 5.600              | 4.425              | Samegrelo-Zemo Svaneti           |
| 43. | Jvari          | ჯვარი          | 5.100              | 4.800              | 4.361              | Samegrelo-Zemo Svaneti           |
| 44. | Khobi          | ხობი           | 6.600              | 5.600              | 4.242              | Samegrelo-Zemo Svaneti           |
| 45. | Vani           | ვანი           | 6.400              | 4.600              | 3.744              | Imereti                          |
| 46. | Baghdati       | ბაღდათი        | 5.500              | 4.700              | 3.707              | Imereti                          |
| 47. | Vale           | ვალე           | 6.300              | 5.000              | 3.646              | Samtskhe-Javakheti               |
| 48. | Tetritsqaro    | თეთრი წყარო    | 8.600              | 4.000              | 3.093              | Kvemo Kartli                     |
| 49. | Tsalka         | წალკა          | 8.000              | 1.700              | 2.874              | Kvemo Kartli                     |
| 50. | Dmanisi        | დმანისი        | 8.600              | 3.400              | 2.661              | Kvemo Kartli                     |
| 51. | Oni            | ონი            | 5.500              | 3.300              | 2.656              | Rach'a-Lechkhumi e Kvemo Svaneti |
| 52. | Ambrolauri     | ამბროლაური     | 2.900              | 2.500              | 2.047              | Rach'a-Lechkhumi e Kvemo Svaneti |
| 53. | Sighnaghi      | სიღნაღი        | 3.100              | 2.100              | 1.485              | Kakheti                          |
| 54. | Tsageri        | ცაგერი         | 1.400              | 2.000              | 1.320              | Rach'a-Lechkhumi e Kvemo Svaneti |

## Città in Abcasia
Questa lista include le città della Abcasia, territorio caucasico rivendicato dalla Georgia come sua repubblica autonoma, ma "de facto" proclamatosi indipendente con il nome di Abcasia. I dati del 1989 derivano dai risultati ufficiali del censimento della Unione Sovietica del 1989, i dati per il 2010 sono stime non ufficiali del sito web World Gazetteer.
|    | Città      | Nome georgiano | Nome abcaso | Popolazione c.1989 | Popolazione 2010 | Regione amministrativa  |
| -- | ---------- | -------------- | ----------- | ------------------ | ---------------- | ----------------------- |
| 1. | Sukhumi    | სოხუმი         | Аҟәа        | 119.200            | 39.100           | Distretto di Sukhumi    |
| 2. | Tkvarcheli | ტყვარჩელი      | Тҟәарчал    | 21.700             | 16.800           | Distretto di Ochamchira |
| 3. | Ochamchire | ოჩამჩირე       | Очамчыра    | 20.100             | 14.300           | Distretto di Ochamchira |
| 4. | Gali       | გალი           | Гал         | 15.800             | 10.800           | Municipalità di Gali    |
| 5. | Gudauta    | გუდაუთა        | Гәдоуҭа     | 14.900             | 10.800           | Distretto di Gudauta    |
| 6. | Pitsunda   | ბიჭვინთა       | Пиҵунда     | 11.000             | 8.500            | Distretto di Gagra      |
| 7. | Gulripshi  | გულრიფში       | Гәылрыҧшь   | 11.800             | 8.200            | Distretto di Gulripsia  |
| 8. | Gagra      | გაგრა          | Гагра       | 24.000             | 7.700            | Distretto di Gagra      |
| 9. | New Athos  | ახალი ათონი    | Афон Ҿыц    | 3.200              | 3.700            | Distretto di Gudauta    |

## Città della regione del Samachablo
Questa lista include le città della regione del Samachablo, regione storica georgiana che si trova interamente all'interno dell'Ossezia del Sud, territorio rivendicato dalla Georgia, ma "de facto" stato a riconoscimento limitato. I dati del 1989 derivano dai risultati ufficiali del censimento della Unione Sovietica del 1989, i dati per il 2010 sono stime non ufficiali del sito web World Gazetteer.
|    | Nome       | Nome georgiano | Nome osseto | Popolazione c.1989 | Popolazione 2010 | Regione amministrativa |
| -- | ---------- | -------------- | ----------- | ------------------ | ---------------- | ---------------------- |
| 1. | Tskhinvali | ცხინვალი       | Цхинвал     | 42.300             | 30.000           | Distretto di Gori      |